# Тердобиате
Тердобиа̀те (на италиански: Terdobbiate; на пиемонтски: Tardobià, Тардобия на местен диалект: Tardubià, Тардюбия) е село и община в Северна Италия, провинция Новара, регион Пиемонт. Разположено е на 128 m надморска височина. Населението на общината е 511 души (към 2010 г.).